# Horia Zilieru
Horia Zilieru (n. 21 mai 1933) este un poet și filolog român.

## Cărți publicate
- Florile cornului tânăr, Editura pentru Litreatură, 1961) - versuri
- Orfeu îndrăgostit, Editura Pentru Literatură, 1966)
- Alcor, Editura Tineretului, 1967)
- Iarna erotică, Editura Tineretului, 1969)
- Umbra paradisului, Editura Junimea, 1970) - elegii
- Nunțile efemere, Editura Junimea, (1972)
- Orfeu plângând-o pe Eurydice, Editura Albatros, (1973)
- Cartea de copilărie, Editura Junimea, 1974)
- Astralia. Poeme de dragoste, Editura Junimea, (1976)
- Fiul lui Eros și alte poezii, Editura Junimea, (1978)
- Oglinda de ceață, Editura Cartea Românească, (1979)
- Orfeon, Editura Junimea, 1980)
- Addenda la un fals tratat de iubire, Editura Junimea, (1983)
- Roza eternă, Editura Cartea Românească, (1984)
- Doamna mea, Editura Junimea, (1987)
- Fulgerul și cenușa, Editura Junimea, (1989) - poeme
- Doamna cu Sonetul, Editura Porto-Franco, (1993) - stihuri
- Între două nopți, Editura Junimea, (1995)
- În loja nopții, Editura Cronica,(2001) - Colecția Poeții orașului Iași
- Melancolie de vulcan, Editura Junimea, (2001)
- O mamă dulce mamă, Editura Fundației Culturale Poezia, (2004)
- Dorința durerii îndrăgostite (Ed. Fundației Culturale Poezia, (2006)
- Exodul cuielor însângerate. Poem hymnus (Ed. Princeps, (2006)
- Mirungere (Ed. Alfa, 2009)
- Astralia (Colecția Ediții critice, Ed. Princeps Edit, (2009)

## Premii și distincții
- Medalia Muncii (10 iulie 1965) „pentru merite deosebite în realizarea sarcinilor prevăzute în Directivele celui de al III-lea Congres al Partidului Muncitoresc Român”[1]
- Ordinul „Meritul Cultural” clasa a V-a (25 decembrie 1967) „pentru merite deosebite în opera de construire a socialismului, cu prilejul celei de-a XX-a aniversări a proclamării Republicii”[2]
- Premiul Asociației Scriitorilor din Iași  (1969, 1974, 1979, 1993)
- Premiul Mihai Eminescu al Academiei Române  (1980)
- Premiul de Poezie George Bacovia  (1994)
- Premiul Fundației România Mare  (1994)
- Premiul Internațional de Poezie Nichita Stănescu  (1994)
- Premiul Vasile Pogor acordat de Primăria Iași  (1999, 2007)
- Premiul de excelență al Editurii Rafet (cu prilejul primei ediții Zilele Orașului Râmnicu-Sărat, pentru editarea antologiei Patimile după Anton Pann  (2008)
- Diploma în rang de excelență și medalia Eminescu – Teiul de aur. Președinția României îi conferă  (2004)
- Ordinul Meritul Cultural în gradul de Comandor, categoria A, Literatură